# ラヴォーナ
ラヴォーナ・レクサス・レンスレイヤー（Ravonna Lexus Renslayer）は、マーベル・コミックが出版するアメリカン・コミックスに登場するキャラクターである。カーン・ザ・コンカラーの恋人であるラヴォーナは、スーパーヴィランとアンチヒーローの両方として描写される。

## 発行履歴
スタン・リーとドン・ヘックによって創造され、1965年12月の『アベンジャーズ』第23号に初登場した。

## キャラクター経歴
ラヴォーナ・レクサス・レンスレイヤーは、アース6311における40世紀の地球で誕生し、カレリウス王の娘として産まれた。ラヴォーナは、“カレリウス王国”征服を密かに企む征服者カーンと出会って災害から救われると彼から愛の告白を受けるが、王族と平民の立場から彼女はそれを断った。そこでカーンはカレリウス王国を実力行使で侵攻し、“アベンジャーズ”を倒して王国を征服し、ラヴォーナと結婚する計画に乗り出した。カーンの軍隊が王国を攻撃すると、彼の将軍の一人であるバルタグが、拘束したラヴォーナを処刑しなかったカーンに反抗。バルタグ打倒のためにカーンがアベンジャーズと王国の民の援助を求めると、進んだ反乱の最中、カーンに解放されたラヴォーナは、彼から愛の告白を受けた。しかし、アベンジャーズを本来の時代に送り返しつつも敗北したバルタグが悪あがきにカーンを撃とうとした瞬間ラヴォーナは、自分もカーンを愛していることに気づき、爆発の前に身を投げて息を引き取った。その後バルタグは処刑された。
分裂したカーンの片方のプライム・カーンが魔界“リンボ”に赴いたことで復活したラヴォーナは、愛するカーンとの再会を喜び、傍に寄り添い続けた。その一方で、もう片方のカーンもラヴォーナを救おうと考えており、彼女が息を引き取る直前にタイムトラベルを実行し、彼女の身体を回収し、時間の影響を受けない状態にして保存した。
もう片方のカーンによって保存されていたラヴォーナは、グランドマスターによって蘇生させられたが、その直前に自分を保存していたもう片方のカーンが「ラヴォーナを蘇生させる力」か「アベンジャーズ打倒のための死をコントロールできる力」のどちらかを獲得するためのゲームをグランドマスターから挑まれた結果、後者を選んで失敗したことを知るとカーンへの復讐を決意した。
暗殺者になったラヴォーナは、ドクター・ドルイドの夢の中に現れて彼を精神的に操り、宇宙海賊のネビュラに変装して“クロスタイム・カーン評議会”に潜入。ドルイドをアベンジャーズのリーダーを引き継ぐように仕向けて自らもアベンジャーズに加入し、時間の中心部分にある特別な武器を得ようとしたが、最終的にコントロールが解けたドルイドとアベンジャーズ、クロスタイム・カーン評議会によって阻止され、正体もばれたラヴォーナはジェニファー・ウォルターズ/シー・ハルクとの激闘に敗れてタイムストームに巻き込まれた。再びネビュラに変装したラヴォーナはタイムストームから脱するために“ファンタスティック・フォー”の助けを求め、ジョニー・ストーム/ヒューマン・トーチの夢に現れ、スーザン・ストーム/インビジブル・ウーマンを操り“アルティメット・ヌリフィアー”を盗もうとしたが、ファンタスティック・フォーに阻止されて失敗。ラヴォーナは最終的に“アース616”の1961年のネブラスカ州リンカーンに辿り着き、そこで若い頃のドルイドに敗北した。
その後、ラヴォーナは20世紀におけるカーンの拠点を調査するのを手伝うように再びドルイドを魅了・説得しようとし、ファンタスティック・フォーに会って“クロノポリス”に入ることに成功すると、“ターミナトリックス”と名乗ってカーンと戦った。その結果、カーンが彼女の復讐を受け入れたことからラヴォーナは、カーンを時間の影響を受けない状態にして保存し、彼に変装してクロノポリスの支配者になった。

## 戦力
ラヴォーナは通常の人間であるが白兵戦に長けており、コンンカッション・ブラスターや、バイロナイフなどの未来の武器を駆使して戦う。
また、彼女は40世紀の技術で作られた未知のボディアーマーを数種類所有しており、これらには超人的なパワー、耐久力、スタミナ、スピード、敏捷性、反射神経など身体機能全般の増強と、外見を別人に擬態させる能力、他者の夢の中に入り込み、現実での行動に影響を与える能力などの特殊機能まで備わっている。

## MCU版
『マーベル・シネマティック・ユニバース』（『MCU』）のドラマ『ロキ』では、ググ・バサ＝ローが演じる。日本語吹替は鶏冠井美智子が担当。
本項ではラヴォーナと“変異体”同士の関係にあると思われる“レベッカ・トルミネット（Rebecca Tourminet）”についても記述する。

### キャラクター像
“TVA”の判事。自らの努力で“ミニットメン”から一気に出世し、現在の地位に就いた。メビウス・M・メビウスの上司でもあり、彼については非難することもあるものの、推定年齢と性別を超えた親友とも認めている。また、シルヴィとはミニットメン時代に幼かった彼女を変異体として捕らえた末に逃がしてしまった因縁がある。
凛々しく威厳に溢れ、組織の表向きの支配者であるタイムキーパーに恐れを抱きながらも忠誠を誓い、彼らに面会できる権限まで持つが、たとえ親しい人物であっても反旗を翻そうとすれば決して情にほだされることなく“剪定”するほど非常にシビアで事務的な女性で、TVAの隠し事に疑念を抱えて真相を突き止めようとしたりできない節も垣間見せる。

### スキル
ミニットメン時代に培った確かな白兵戦能力を有しており、法廷での裁判にかけられる変異体へ罪を認めるよう一方的に促したり、敵対者に追い詰められても協力するふりをして形成逆転を狙うなどの怜悧狡猾さも持つ。

### ツール
TVAの一員として、“タイムパッド”や“タイムスティック”をミニットメン時代から使用している。

### レベッカ・トルミネット
演 - ググ・バサ＝ロー
日本語吹替 - 鶏冠井美智子
2018年の“F・D・ルーズヴェルト高校”で校長を務める女性教師で、TVAのラヴォーナと変異体の関係にあると思しき人物。学校のオフィスである校長室にいつの間にか侵入していたハンターB-15たちミニットメンを見て身構え、ラヴォーナと瓜二つである自分の姿を目撃したミニットメンたちを驚かせる。

### 描写
『ロキ』
シーズン1
本作でMCU初登場。
TVAに連行されたロキを裁判にかけ、彼の提案と要求を却下して剪定と判決するが、その場に介入してきたメビウスに不本意ながらもロキを預けた。ロキから協力を得たいという理由で彼にのめり込み過ぎているメビウスを「壊れたものに弱い」と非難してロキへの対応に不満を隠さなかったが、タイムキーパーが今回の一件を注視していると忠告したり、ロキの変異体捜索のために特別部隊派遣の依頼も渋々承諾するなど、メビウスを案じ続けた。
ロキの変異体（シルヴィ）によって各時間軸の分岐イベントが発生すると職員たちと共に出動し、メビウスの下から離れたロキとシルヴィがTVA本部で争っていたところに駆けつけるも、ロキたちに逃げられてしまい、タイムキーパーらとの面会後、シルヴィに操られたハンターC-20や連行されたシルヴィの尋問の申し出を許可しなかったことを疑問に感じたメビウスに自分のタイムパッドをすり替えられて、TVAの真実の一旦を知られると、メビウスを躊躇い無く剪定。ロキとシルヴィをタイムキーパーらへ突き出した。だが、B-15の助力を得たロキたちの反撃を受け、シルヴィとの一騎討ちには敗北するもロキを剪定した。迫ってきたシルヴィにはロキがまだ生きていると明かし、手を組むと見せかけて懐柔しようとしたが、シルヴィが自らを剪定したことで三度彼女の逃亡を許してしまった。
そして拘束したB-15と面会し、「あなたも組織の黒幕の正体を知りたがっている」と指摘されると、“TVA創設”と“時の始まり”の資料をミス・ミニッツにダウンロードさせて荷物をまとめるも、”虚無”から戻ったメビウスと対峙。彼と「裏切った」と罵り合った挙句、自由意思すらも否定して盲目的にTVAに従う自分の信念を貫き通し、TVAの再建提案などのメビウスの説得を聞き入れることなくあしらった。そしてメビウスを再び剪定することはしなかったが、「自由意思を探す」と言い残し、“タイムドア”で何処かの時間軸へと去る。
シーズン2

## その他のメディア

### ゲーム
ラヴォーナは『LEGO マーベル スーパー・ヒーローズ 2 ザ・ゲーム』に登場。ケイト・オサリヴァンが声をあてた。